# Dworek Suchorzewskich w Mielcu
Dworek Suchorzewskich – budynek znajdujący się przy ulicy Tadeusza Kościuszki 5 w Mielcu. Jest wpisany wraz z ogrodem do rejestru zabytków nieruchomych województwa podkarpackiego pod numerem A-868 z 12.02.1981. Zbudowany został ok. 1830 r. w stylu empire. Zniszczony w czasie II wojny światowej dworek został odnowiony w 1945 r. Jest to budynek parterowy, murowany i otynkowany, na planie wydłużonego prostokąta. Przykryty jest dwuspadowym dachem z blachy. Od frontu posiada na osi czterokolumnowy portyk zwieńczony belkowaniem z tryglifami i trójkątnym szczytem. Prostokątne okna mają nadokienniki, nad nimi gzyms kordonowy, powyżej którego znajduje się rząd par malutkich okienek. We wnętrzach sklepienia kolebkowe z lunetami. Z tyłu dworku znajduje się duży ogród. Właściciel dworku, Ignacy Suchorzewski podczas powstania styczniowego został aresztowany po znalezieniu podczas rewizji magazynu broni. Od końca XIX w. do początku XXI w. w dworku mieściła się apteka.